# Gheorghe Brega
Gheorghe Brega, né le 25 septembre 1951 à Drepcăuți, est un homme politique moldave, membre du Parti libéral (PL).

## Biographie
Vice-Premier ministre de 2015 à 2017, il assure, après la destitution de Valeriu Streleț par le Parlement, l'intérim du poste de Premier ministre du 30 octobre 2015 au 20 janvier 2016.